# Irena Bajerowa
Irena Bajerowa (ur. 13 marca 1921, zm. 30 czerwca 2010) – polska językoznawczyni, profesor, doktor honoris causa Uniwersytetu Śląskiego w Katowicach. Córka językoznawcy, profesora Zenona Klemensiewicza.

## Życiorys
Na rok przed wybuchem II wojny światowej rozpoczęła studia filologiczne na Uniwersytecie Jagiellońskim. Poznała w tym czasie osobiście Karola Wojtyłę. W czasie okupacji niemieckiej pracowała w Polskim Czerwonym Krzyżu. W 1940 wstąpiła do Związku Walki Zbrojnej. Po 1945 kontynuowała studia. W 1951 obroniła pracę doktorską pod kierunkiem Kazimierza Nitscha. Podjęła pracę dydaktyczną na Uniwersytecie Jagiellońskim. W 1955 zaczęła prowadzić wykłady w Wyższej Szkole Pedagogicznej w Katowicach. Habilitowała się na Uniwersytecie Wrocławskim w 1963. Po utworzeniu w 1968 Uniwersytetu Śląskiego w Katowicach została zastępcą dyrektora Instytutu Filologii Polskiej. W 1974 Rada Państwa PRL nadała dr hab. Bajerowej tytuł profesora nadzwyczajnego. Była internowana w stanie wojennym jako prorektor Uniwersytetu Śląskiego w Katowicach. W jej sprawie interweniował biskup Herbert Bednorz. W latach 1988–1992 przewodniczyła Radzie Naukowej Instytutu Języka Polskiego Polskiej Akademii Nauk. Rada Państwa w 1989 nadała jej tytuł profesora zwyczajnego. W 1991 przeszła na emeryturę. Pochowana na cmentarzu Rakowickim w Krakowie (kwatera M-płn.-15).
W 1952 r. wyszła za mąż za Kazimierza Bajera ps. „Leliwa”, oficera Armii Krajowej, który w latach 1945–1951 był więziony i torturowany przez SB. Mieli dwoje dzieci.
Wraz z mężem ufundowała tablicę upamiętniającą ppłk. Jana Kantego Lasotę ps. „Przyzba”, szefa sztabu Okręgu Kraków Armii Krajowej, aresztowanego w 1945 r. przez NKWD i uwięzionego w obozie pracy w Kazachstanie, gdzie zmarł w 1950 r. Tablica została wmurowana na fasadzie kamienicy przy ul. Mikołajskiej 20 w Krakowie i uroczyście odsłonięta w 1996 r.

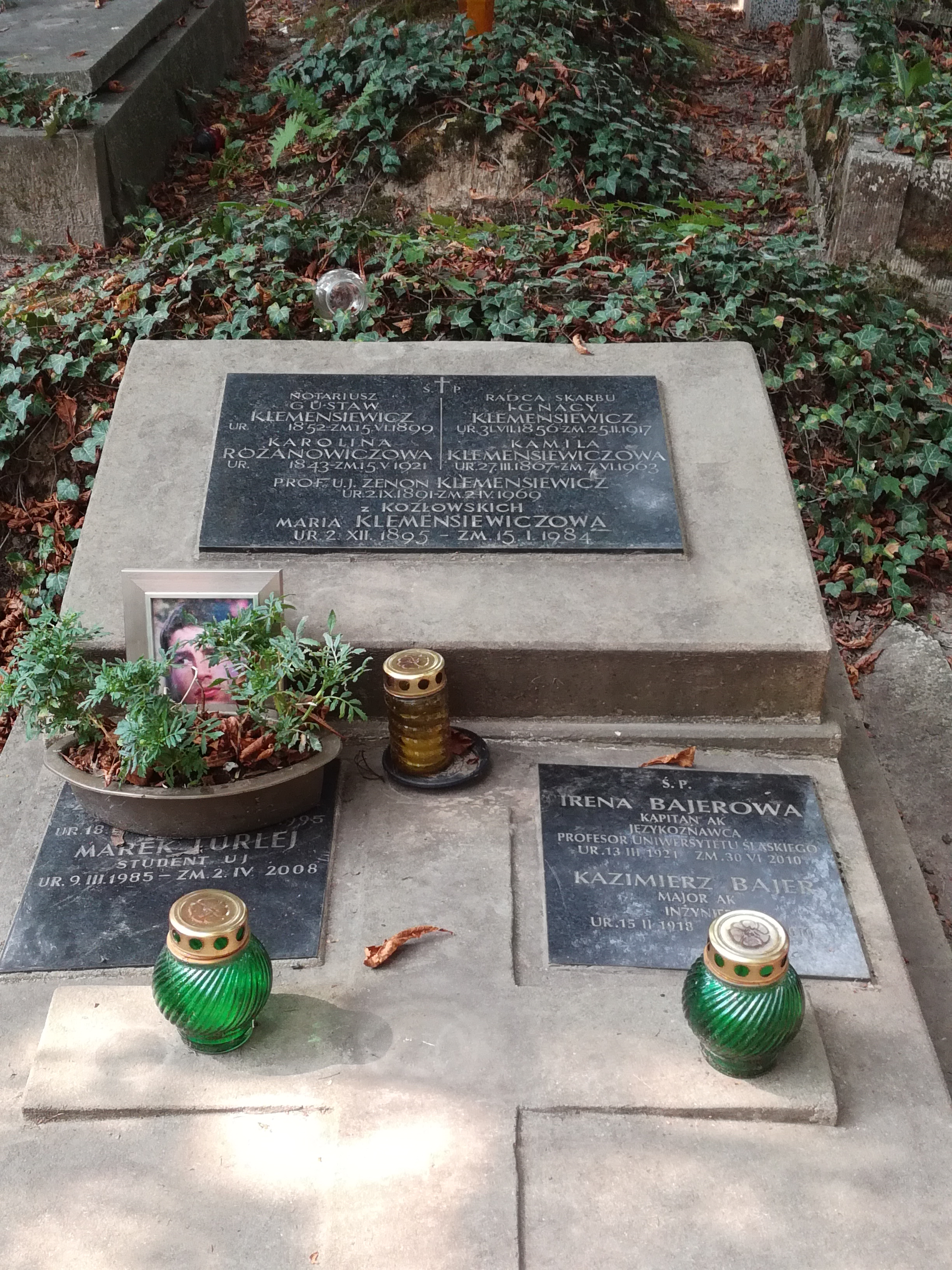
Grób prof. Zenona Klemensiewicza i prof. Ireny Bajerowej na cmentarzu Rakowickim

## Odznaczenia
- 1945 − Srebrny Krzyż Zasługi z Mieczami
- 1948 − Medal Wojska
- 1973 − Złoty Krzyż Zasługi
- 1977 − Krzyż Kawalerski Orderu Odrodzenia Polski
- 1979 − Odznaka Zasłużonej dla Województwa Katowickiego
- 1985 − Krzyż Armii Krajowej
- 1987 − Medal Zwycięstwa i Wolności 1945
- 1991 − Złota Odznaka za Zasługi dla Uniwersytetu Śląskiego
- 1991 − Medal Komisji Edukacji Narodowej
- 1991 − Nagroda Indywidualna Ministra Edukacji Narodowej
- 1994 − Odznaka pamiątkowa Akcji „Burza”
- 1994 − Lux ex Silesia
- 1995 − Odznaka Weterana Walk o Niepodległość
- 1996 − Medal Solidarności
- 1997 − Nagroda Ministra Edukacji Narodowej
- 2010 – Krzyż Oficerski Orderu Odrodzenia Polski[6]